# Carmine Abbagnale
Carmine Abbagnale, född den 5 januari 1962 i Pompei i Italien, är en italiensk roddare.
Han tog OS-silver i tvåa med styrman i samband med de olympiska roddtävlingarna 1992 i Barcelona. Han rodde tillsammans med brodern Giuseppe Abbagnale.